# Torhelm
Il Torhelm (2.494 m s.l.m.) è una montagna delle Alpi di Kitzbühel nelle Alpi Scistose Tirolesi. Si trova nel Tirolo.
La montagna è collocata poco più a nord del più alto Kreuzjoch.